# MOST (радіотелескоп)
MOST (англ. Molonglo Observatory Synthesis Telescope, телескоп синтезу обсерваторії Молонгло) — радіотелескоп в Австралії, підпорядкований школі фізики Університету Сіднея. Телескоп розташований недалеко від Канберри, у Госкінстауні, поблизу річки Молонгло. Він створений шляхом модифікації східно-західного рукава колишнього телескопа Хрест Молонгло (англ. Molonglo Cross) — збільшеної версії телескопа Хрест Міллса. Будівництво оригінального телескопа Суперхрест (англ. Super Cross) із 1,6-кілометровими рукавами розпочав Бернард Міллс в 1960 році. Телескоп став до ладу 1967 року. Працює на частоті 843 МГц.

## Конструкція

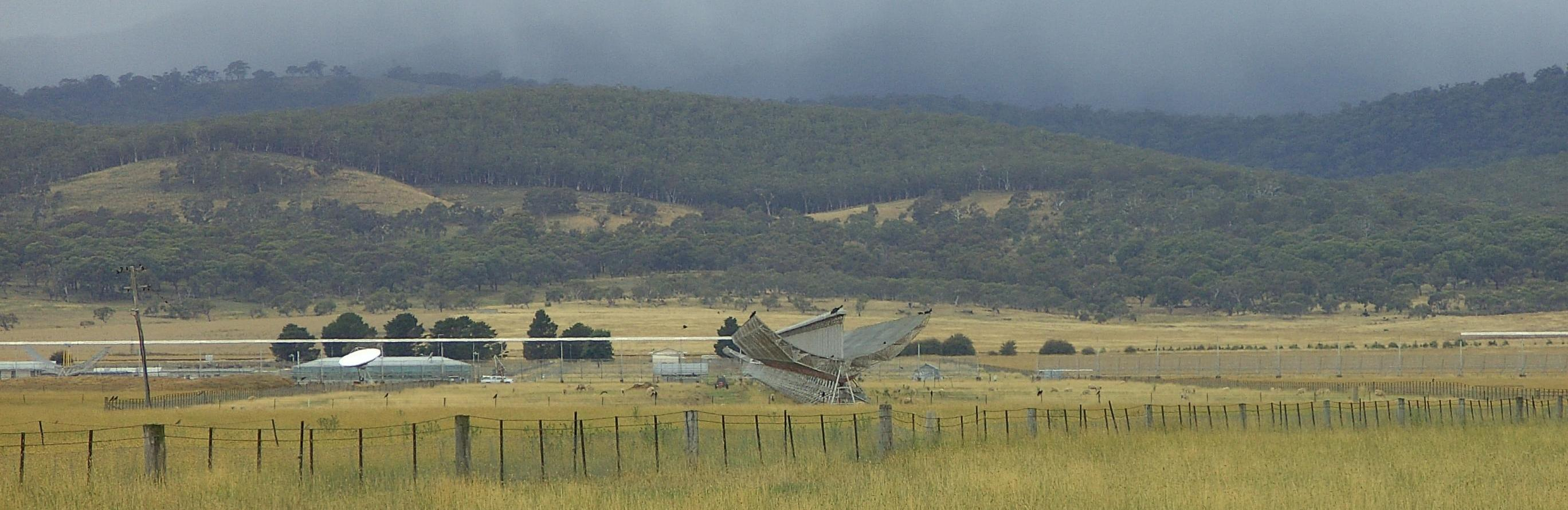
Вид на MOST із заходу, вздовж східно-західного рукава.

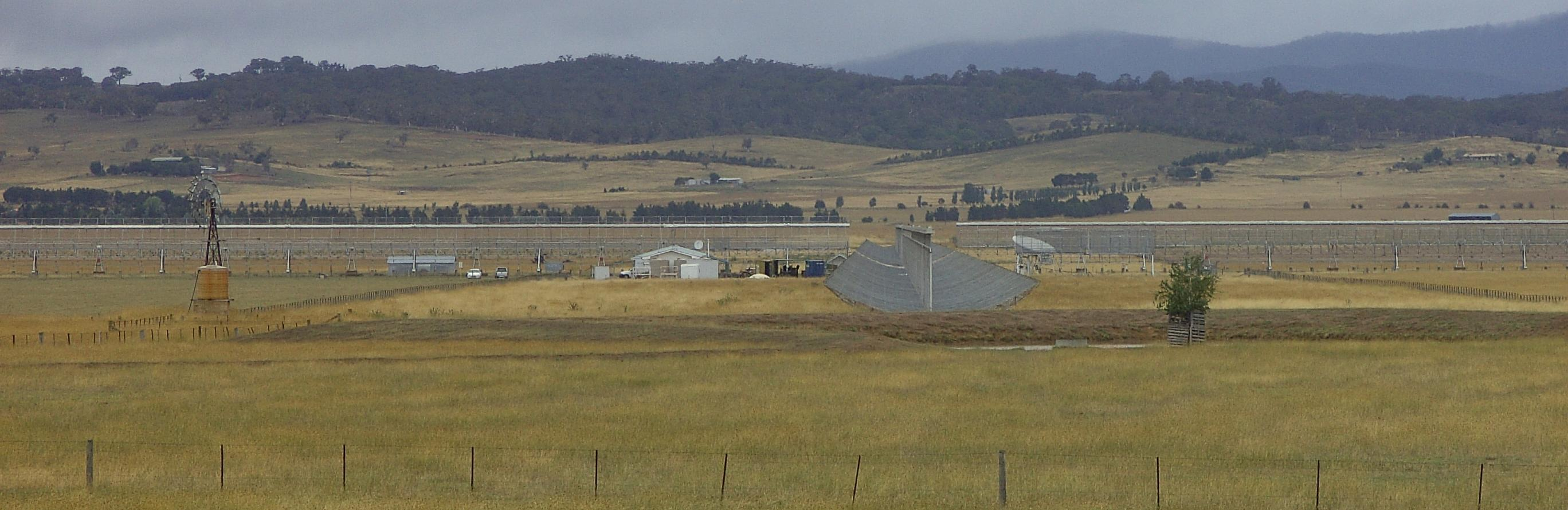
Вид на антени MCT з півночі, вздовж залишків північно-південного рукава.

MOST складається з двох циліндричних параболоїдів розміром 778 м x 12 м, розділених відстанню 15 м і орієнтованих зі сходу на захід. Фідерна система з 7744 круглих диполів збирає сигнал і передає його на 176 передпідсилювачів і 88 підсилювачів.
Телескоп наводиться на об'єкт шляхом механічного обертання циліндричних параболоїдів навколо їхньої довгої осі та фазування фідерних антен. Раніше телескоп міг стежити за полем протягом ± 6 годин для полів на південь від схилення −30 градусів, але з 2018 року телескоп працює тільки в транзитному режимі.
Телескоп Хрест Молонгло для роботи на частоті 408 МГц створений Бернардом Міллсом і його співробітниками та керований Університетом Сіднея. Цей телескоп у формі хреста складався з рукавів північ-південь та схід-захід. Довжина кожного рукава становила приблизно одну милю. Рукав схід-захід був розділений на 88 окремих елементів, щоб сформувати нинішній телескоп MOST.

## Меморіал Ребера

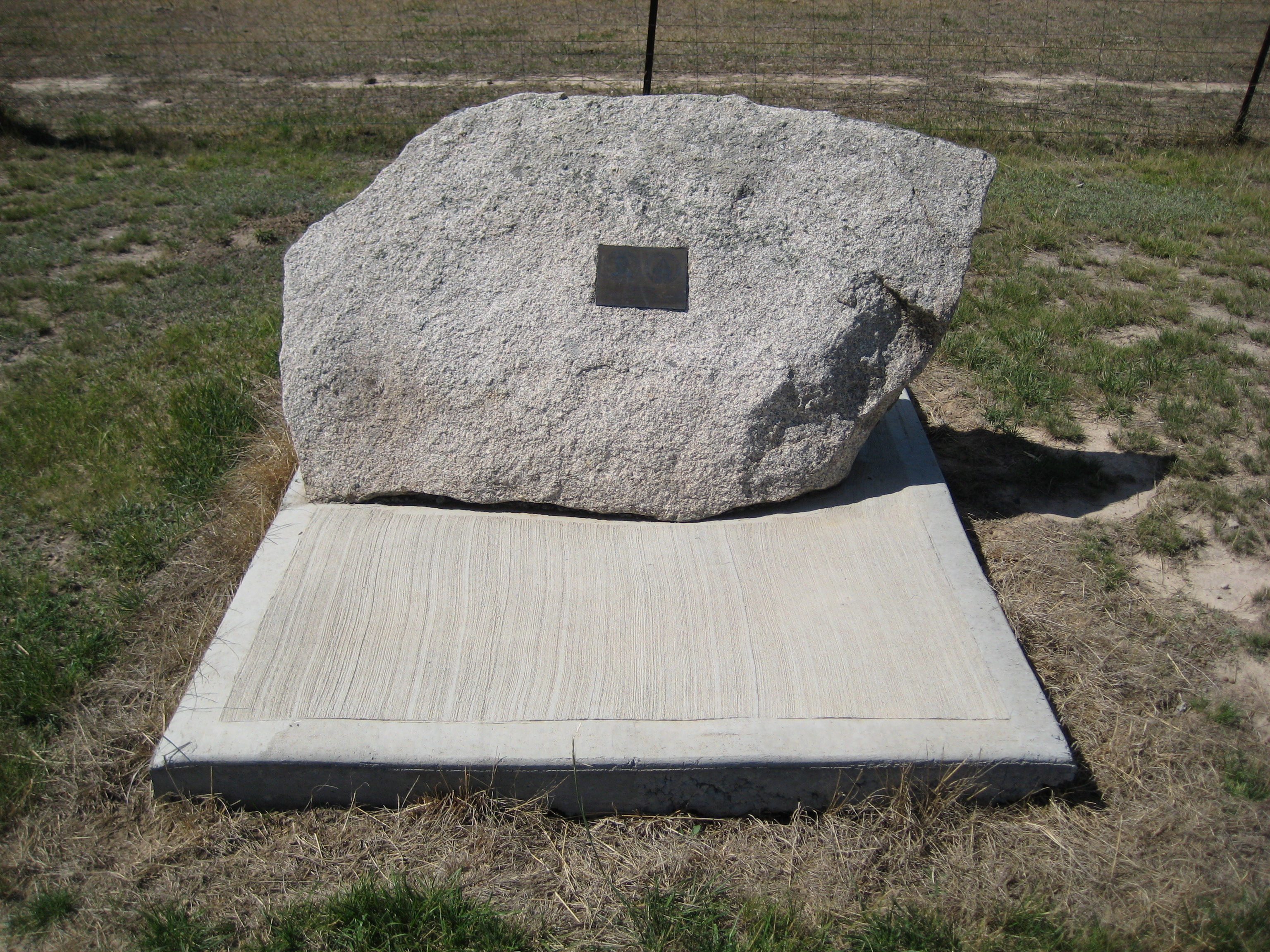
Меморіал Ребера

Творець телескопа Бернард Міллс значною мірою спирався на роботу американського піонера радіоастрономії Гроута Ребера. Біля телескопа встановлено меморіал Ребера з частиною його праху.

## Робота MOST
За допомогою цього телескопа зроблено багато новаторських радіоастрономічних досліджень. Телескоп Хрест Молонгло використовувався для огляду південного неба з роздільною здатністю 2,8 кутової хвилини.
Основним дослідницьким проєктом телескопа був огляд неба SUMSS (англ. Sydney University Molonglo Sky Survey, огляд неба Сіднейського університету Молонгло), чутливий радіоогляд південного неба на частоті 843 МГц із роздільною здатністю та чутливістю, близькою до його північного аналога NVSS (англ. NRAO VLA Sky Survey). Зараз SUMSS завершено, а зображення та результуючий каталог доступні в інтернеті.
Після п'ятирічної перерви на модернізацію аналогового обладнання обсерваторія використовується для виявлення швидких радіосплесків і дослідження пульсарів. Обладнання для швидкого виявлення радіосплесків називається UTMOST.

## Розробка SKA
MOST використовується для розробки технології для австралійського майданчика телескопа SKA. З 2003 року тривала робота над прототипом SKA Molonglo (SKAMP), який включав установку нових широкосмугових каналів, малошумних підсилювачів, цифрових блоків фільтрів і корелятора, щоб забезпечити неперервне покриття частоти та роботу в багатопроменевому режимі.
Новий корелятор є неперервним корелятором із 96 входами, що використовує мікросхеми FPGA.
Ця робота є результатом співпраці між Австралійським національним телескопом, Центром інформаційно-комунікаційних технологій CSIRO та Університетом Сіднея.

## UTMOST
З 2015 року телескоп працює у співпраці між Університетом Сіднея та Свінбернським технологічним університетом. Мета полягає в тому, щоб досліджувати радіотранзієнти в реальному часі, стежити за пульсарами та магнетарами та шукати швидкі радіосплески. Чутливість телескопа була покращена завдяки переобладнанню приймачів на одному з його рукавів (у напрямку схід-захід). Аналогічне переобладнання рукава північ-південь має дозволити визначати місце швидких радіосплесків та інших швидкоплинних процесів з точністю до кількох кутових секунд, достатньою для ідентифікації галактик, з яких вони походять.